# Skjónafell
Skjónafell är ett berg i republiken Island. Det ligger i regionen Norðurland eystra, 230 km nordost om huvudstaden Reykjavík. Toppen på Skjónafell är 1 081 meter över havet.
Trakten runt Skjónafell är nära nog obefolkad, med mindre än två invånare per kvadratkilometer. Det finns inga samhällen i närheten. Trakten runt Skjónafell är permanent täckt av is och snö.